# Issus caucasicus
Issus caucasicus är en insektsart som beskrevs av Melichar 1906. Issus caucasicus ingår i släktet Issus och familjen sköldstritar. Inga underarter finns listade i Catalogue of Life.